# Pellucistoma scrippsi
Pellucistoma scrippsi är en kräftdjursart som beskrevs av Benson 1959. Pellucistoma scrippsi ingår i släktet Pellucistoma och familjen Cytheromatidae. Inga underarter finns listade i Catalogue of Life.